# Плај (Сучава)
Плај (рум. Plai) насеље је у Румунији у округу Сучава у општини Фунду Молдовеј. Oпштина се налази на надморској висини од 1171 m.

## Становништво
Према подацима из 2002. године у насељу је живело 13 становника, од којих су сви румунске националности.